# Gabrijel Patačić
Herman Gabrijel Patačić (?, 3. svibnja 1699. - ?, 5. prosinca 1745.) je bio kalačko-bački nadbiskup. Iz hrvatske je plemićke obitelji Patačića od Zajezde, koja se početkom 16. stoljeća doselila iz Bosne u Hrvatsko zagorje, a po svojem najpoznatijem dvorcu uzela dodatak de Zajezda. Bio je mlađi brat Aleksandra Patačića, čija je udovica Katarina mnogo pridonijela gradnji samostana i crkve Isusova Rođenja u Varaždinu.
Bio je zagrebački kanonik, varaždinski župnik i požeški prepošt.
Dana 28. listopada 1729. godine postao je u Beču imenovani srijemski biskup.
Donirao je propovjedaonicu u crkvi Isusova Rođenja u Varaždinu. Kad je 1729. postao biskupom, u vrijeme kad se dovršavala crkva, velikodušno je pomogao u unutarnjem uređenju te crkve.
Godine 1733. je obnovio kalačko-bačku nadbiskupiju. kojoj je bio na čelu do 1745. godine. Iste godine osnovao je u Kaloči sjemenište za odgoj i izobrazbu svjetovnog klera svoje nadbiskupije, a za prvog profesora ove nadbiskupijske visoke bogoslovne škole Petra Lipovca. 
 Zamolio je provinciju Bosnu Srebrenu da mu za učilište dade lektora teologije patra Petra iz Lipe i lektora filozofije patra Emerika Budaja.
Godine 1733. je kustod provincije Bosne Srebrene Mihajlo Paunović (kustod je postao na kapitulu u Đakovu 24. kolovoza 1732. — 1735.) od Patačića ishodio provinciji Bosni Srebrnoj svjedočanstvo koje im poslužilo, kad su ih optužili pred apostolskim komesarom. Svjedočanstvo je napisao 6. studenoga 1733., a u njemu je rekao da je na osnovi vlastitih osobnih zapažanja sabrao o životu i radu franjevaca Bosne Srebrene gotovo svagdanjom komunikacijom još kao požeški prepošt, pa srijemski biskup te da su franjevački župnici pomogli mu nositi dio njegovih tereta urednim životom, pravovjernim naukom i primjernim vladanjem, te je posvjedočio da su marljivo dijelili sakramente, propovijedali i držali se redovničke stege.
Dana 22. travnja 1734. godine izdao je papire kojima se ponovno uspostavlja grad Kecelj, koji je bio sasvim opustio za turske vlasti.
Stjepan Vilov, profesor budimske bogoslovne škole 25. listopada 1735. ponudio na raspravu
svoje teološke teze u novosagrađenoj franjevačkoj crkvi u Budimu. Patačić je predsjedao raspravi, a Vilov mu je posvetio teze. Vilov je 1739. Vilova imenovao svojim teologom i prisjednikom Nadbiskupskoga duhovnog stola u Kaloči.
Dana 15. travnja 1736. godine posvetio je franjevačku crkvu sv. Mihovila u Subotici.
Za vrijeme rata Austrije protiv Pruske, Bavarske i Francuske 1740-ih, našlo vremena za duhovnost u Somboru, a Patačić je otvorio gradnju novog krila samostana koju su financirali franjevci.
Godine 1738. god. je izdao obrednik. 2. ožujka 1738. za đakona je zaredio Emerika Pavića.
Gabrijel Patačić je odigrao negativnu ulogu u povijesti svog hrvatskog naroda jer je postavio temelje posvemašnjoj mađarizaciji. Za ono što je napravio hrvatskom narodu, njegov dolazak na mjesto nadbiskupa u Kaloči predstavljalo je pravu pošast za hrvatski rod i jezik. Naredio je kažnjavanje djece koja bi progovorila hrvatski u školi te time bio glavnim čimbenikom odnarođivanja Hrvata u južnoj Ugarskoj i zatiranje svega hrvatskoga. Kazna je bila 12 forinti globe ili 12 udaraca štapom.
Neki autori umanjuju to ili čak smatraju neutemeljenim teze o Patačiću kao zatiraču hrvatskog jezika u Hrvata južne Ugarske. To tvrde zbog toga što je u Kaločki obrednik unio obrede hrvatskih krajeva koji su bili uvriježeni dva stoljeća. Radi se o tome što u odnosu na Ostrogonski i Branjugov obrednik, Kaločki obrednik značajne novine, a za koje je teško reći kako nisu ni u kakvoj svezi s prethodnim pastoralnim djelovanjem franjevaca. No to je bilo samo u jednoj fazi njegova života.
Prevrat u ponašanju prema svom hrvatskom narodu nastupio je negdje u vrijeme pretkraj života cara Karla VI. (1711 — 1740), 1735. godine. Pismo caru dokumentira promjenu Patačićeva stava. Na franjevce, za koje se do jučer zalagao, oborio se svom silinom riječi kako nitko nikad nije učinio ni prije ni poslije. Osim riječju, to je učinio i djelom. Otkazao je i lektorima koje mu je dala provincija Bosna Srebrena koju je molio da mu dade lektore. Franjevci ispitivali koji je razlog takvom ponašanju, pa su mislili da ga možda nije uvrijedio provincijal time što ga jednom zgodom nije posjetio. Danas znamo da je jedan od razloga taj što je Patačić želio držati sve u svojim rukama, a franjevci su mu smetali u tome.
Kad je došao za kaločkog nadbiskupa, umislio je da mora postati i najveći Mađar i mađarizator, iako je bio rođeni Hrvat (Croatico genere natus ), što priznaju i mađarski povjesničari (Stjepan Katona). Kao tipični konvertit, zatro je Hrvata u sebi, a na srcu mu je bilo samo "slavno marijansko i apostolsko kraljevstvo ugarsko" koje je toliko isticao u svojim govorima i propovijedima. Bio je najmoćniji velikaš ugarskog kraljevstva, a došao je na čelo najhrvatskije nadbiskupije u Ugarskoj. Zabranio je govoriti hrvatskim u Kaloči, a ondje se dotad govorilo samo hrvatski. Mađarski povjesničari svjedoče (Stjepan Katona) "da sinovi i unuci djedova koji se još i sada mole Bogu hrvatskim jezikom, govore samo mađarski".
Franjevci Bosne Srebrene smetali su mu na tom putu. Držali su brojne župe, narod im je vjerovao, njegovali su narodni duh većinskog puka, Hrvata. Zato je Patačić poduzeo sve da bi uklonio franjevce Hrvate i ljubitelje hrvatskoga naroda. Postavio je župnike koji će narod mađarizirati. Mađarski povjesničar Katona bilježi da su mnoge župe kaločke nadbiskupije u kojima je nekad bilo Hrvata, Slovaka, Nijemaca, da su "sada su već svi Mađari". Da bi spriječio ikakav povratak franjevaca na položaj koji su požrtvovnim radom postigli u neprijateljskom okružju, pošao je otimati im župe. Dana 30. srpnja 1735. je u pismu caru umanjio povijesne zasluge franjevaca pod Turcima, gramzivo zazivajući da mu se dodijele župe koje su franjevci neumorno gradili.